# Einstein (Fernsehserie)/Episodenliste

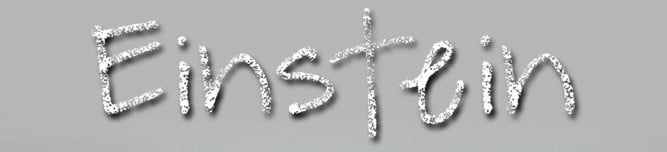
Logo von Einstein

Diese Episodenliste enthält alle Episoden der deutschen Krimiserie Einstein, sortiert nach der deutschen Erstausstrahlung. Die Fernsehserie umfasst drei Staffeln mit 32 Episoden mit einer Länge von jeweils etwa 45 Minuten. Zuvor entstand ein Fernsehfilm mit einer Länge von 90 Minuten.

## Übersicht
| Staffel     | Episodenanzahl | Deutschsprachige Erstausstrahlung (Pay-TV) | Deutschsprachige Erstausstrahlung (Pay-TV) | Deutschsprachige Erstausstrahlung (Frei empfangbares Fernsehen) | Deutschsprachige Erstausstrahlung (Frei empfangbares Fernsehen) |
| Staffel     | Episodenanzahl | Staffelpremiere                            | Staffelfinale                              | Staffelpremiere                                                 | Staffelfinale                                                   |
| ----------- | -------------- | ------------------------------------------ | ------------------------------------------ | --------------------------------------------------------------- | --------------------------------------------------------------- |
| Fernsehfilm | Fernsehfilm    | 23. März 2015                              | 23. März 2015                              | 24. März 2015                                                   | 24. März 2015                                                   |
| 1           | 10             | 5. Januar 2017                             | 2. Februar 2017                            | 10. Januar 2017                                                 | 7. Februar 2017                                                 |
| 2           | 10             | 12. Februar 2018                           | 12. März 2018                              | 13. Februar 2018                                                | 13. März 2018                                                   |
| 3           | 12             | 13. Januar 2019                            | 17. März 2019                              | 7. Januar 2019                                                  | 18. März 2019                                                   |

## Fernsehfilm
Der Fernsehfilm wurde am 23. März 2015 im Pay-TV auf dem Sender Sat.1 emotions sowie am 24. März 2015 im Frei empfangbaren Fernsehen auf dem Sender Sat.1 ausgestrahlt.
| Nr. (ges.) | Nr. (St.) | Originaltitel | Erstausstrahlung (D, Pay-TV) | Regie       | Drehbuch                            | Zuschauer (Free-TV) | Ausstrahlung (D, Frei empfangbares Fernsehen) |
| ---------- | --------- | ------------- | ---------------------------- | ----------- | ----------------------------------- | ------------------- | --------------------------------------------- |
| —          | —         | Einstein      | 23. März 2015                | Thomas Jahn | Martin Ritzenhoff & Matthias Dinter | 3,37 Mio.           | 24. März 2015                                 |

## Staffel 1
Im Pay-TV wurde die erste Staffel vom 5. Januar bis zum 2. Februar 2017 donnerstags um 20:15 Uhr in Doppelfolgen auf Sat.1 emotions ausgestrahlt. Im Frei empfangbaren Fernsehen wurde die erste Staffel auf Sat.1 vom 10. Januar bis zum 7. Februar 2017 dienstags ebenfalls um 20:15 Uhr in Doppelfolgen ausgestrahlt.
| Nr. (ges.) | Nr. (St.) | Originaltitel | Erstausstrahlung (D, Pay-TV) | Regie       | Drehbuch                            | Zuschauer (Free-TV) | Ausstrahlung (D, Frei empfangbares Fernsehen) |
| ---------- | --------- | ------------- | ---------------------------- | ----------- | ----------------------------------- | ------------------- | --------------------------------------------- |
| 1          | 1         | Ballistik     | 5. Jan. 2017                 | Thomas Jahn | Martin Ritzenhoff & Matthias Dinter | 2,56 Mio.           | 10. Jan. 2017                                 |
| 2          | 2         | ABC           | 5. Jan. 2017                 | Thomas Jahn | Martin Ritzenhoff & Matthias Dinter | 2,31 Mio.           | 10. Jan. 2017                                 |
| 3          | 3         | Schwerkraft   | 12. Jan. 2017                | Thomas Jahn | Martin Ritzenhoff & Matthias Dinter | 2,36 Mio.           | 17. Jan. 2017                                 |
| 4          | 4         | H2O           | 12. Jan. 2017                | Thomas Jahn | Martin Ritzenhoff & Matthias Dinter | 2,39 Mio.           | 17. Jan. 2017                                 |
| 5          | 5         | Mikrowellen   | 19. Jan. 2017                | Thomas Jahn | Martin Ritzenhoff & Matthias Dinter | 2,00 Mio.           | 24. Jan. 2017                                 |
| 6          | 6         | Elvis lebt    | 19. Jan. 2017                | Thomas Jahn | Martin Ritzenhoff & Matthias Dinter | 2,07 Mio.           | 24. Jan. 2017                                 |
| 7          | 7         | Meganewton    | 26. Jan. 2017                | Thomas Jahn | Martin Ritzenhoff & Matthias Dinter | 2,43 Mio.           | 31. Jan. 2017                                 |
| 8          | 8         | Thermodynamik | 26. Jan. 2017                | Thomas Jahn | Martin Ritzenhoff & Matthias Dinter | 2,28 Mio.           | 31. Jan. 2017                                 |
| 9          | 9         | Magnetismus   | 2. Feb. 2017                 | Thomas Jahn | Martin Ritzenhoff & Matthias Dinter | 2,34 Mio.           | 7. Feb. 2017                                  |
| 10         | 10        | E.M.P.        | 2. Feb. 2017                 | Thomas Jahn | Martin Ritzenhoff & Matthias Dinter | 2,28 Mio.           | 7. Feb. 2017                                  |

## Staffel 2
Im Pay-TV wurde die zweite Staffel vom 12. Februar bis zum 12. März 2018 montags um ca. 21:45 Uhr in Doppelfolgen auf Sat.1 emotions ausgestrahlt. Im Frei empfangbaren Fernsehen zeigte Sat.1 die zweite Staffel vom 13. Februar bis zum 13. März 2018 erneut dienstags um 20:15 Uhr in Doppelfolgen.
| Nr. (ges.) | Nr. (St.) | Originaltitel | Erstausstrahlung (D, Pay-TV) | Regie            | Drehbuch                                                                   | Zuschauer (Free-TV) | Ausstrahlung (D, Frei empfangbares Fernsehen) |
| ---------- | --------- | ------------- | ---------------------------- | ---------------- | -------------------------------------------------------------------------- | ------------------- | --------------------------------------------- |
| 11         | 1         | Optik         | 12. Feb. 2018                | Dominic Müller   | Martin Ritzenhoff & Matthias Dinter                                        | 1,94 Mio.           | 13. Feb. 2018                                 |
| 12         | 2         | Aerodynamik   | 12. Feb. 2018                | Dominic Müller   | Martin Ritzenhoff & Matthias Dinter                                        | 1,97 Mio.           | 13. Feb. 2018                                 |
| 13         | 3         | Expansion     | 19. Feb. 2018                | Dominic Müller   | Martin Ritzenhoff & Matthias Dinter (unter Mitarbeit von Xao Seffcheque)   | 1,78 Mio.           | 20. Feb. 2018                                 |
| 14         | 4         | Strömung      | 19. Feb. 2018                | Dominic Müller   | Martin Ritzenhoff & Matthias Dinter (unter Mitarbeit von Benjamin Karalic) | 1,57 Mio.           | 20. Feb. 2018                                 |
| 15         | 5         | Amnesie       | 26. Feb. 2018                | Felix Stienz     | Martin Ritzenhoff & Matthias Dinter                                        | 1,68 Mio.           | 27. Feb. 2018                                 |
| 16         | 6         | Dr. Rössler   | 26. Feb. 2018                | Felix Stienz     | Martin Ritzenhoff & Matthias Dinter                                        | 1,63 Mio.           | 27. Feb. 2018                                 |
| 17         | 7         | Anaphylaxie   | 5. März 2018                 | Oliver Dommenget | Martin Ritzenhoff & Matthias Dinter                                        | 1,42 Mio.           | 6. Mär. 2018                                  |
| 18         | 8         | Kompression   | 5. März 2018                 | Oliver Dommenget | Martin Ritzenhoff & Matthias Dinter                                        | 1,42 Mio.           | 6. Mär. 2018                                  |
| 19         | 9         | Isobaren      | 12. März 2018                | Oliver Dommenget | Martin Ritzenhoff & Matthias Dinter                                        | 1,84 Mio.           | 13. Mär. 2018                                 |
| 20         | 10        | Kollaps       | 12. März 2018                | Oliver Dommenget | Martin Ritzenhoff & Matthias Dinter                                        | 1,68 Mio.           | 13. Mär. 2018                                 |

## Staffel 3
Die Erstausstrahlung der ersten Folge der dritten Staffel erfolgte am Montag, den 7. Januar 2019 um 21:15 Uhr auf dem Sat.1. Vom 13. Januar bis zum 17. März 2019 wurden die Erstausstrahlungen der weiteren Folgen sonntags um 22:30 Uhr auf dem Pay-TV-Sender Sat.1 emotions ausgestrahlt.
| Nr. (ges.) | Nr. (St.) | Originaltitel            | Erstausstrahlung (D, Pay-TV) | Regie            | Drehbuch | Zuschauer (Free-TV) | Erstausstrahlung (D, Frei empfangbares Fernsehen) |
| ---------- | --------- | ------------------------ | ---------------------------- | ---------------- | --- | ------------------- | ------------------------------------------------- |
| 21         | 1         | Fallout (1)              | 13. Jan. 2019                | Oliver Dommenget | Martin Ritzenhoff & Matthias Dinter (unter Mitarbeit von Xao Seffcheque, Benjamin Karalic & Michael Berghoff) | 1,57 Mio.           | 7. Jan. 2019                                      |
| 22         | 2         | Fallout (2)              | 13. Jan. 2019                | Oliver Dommenget | Martin Ritzenhoff & Matthias Dinter (unter Mitarbeit von Xao Seffcheque, Benjamin Karalic & Michael Berghoff) | 1,51 Mio.           | 14. Jan. 2019                                     |
| 23         | 3         | Siedepunkt               | 20. Jan. 2019                | Oliver Dommenget | Martin Ritzenhoff & Matthias Dinter                                                                           | 1,41 Mio.           | 21. Jan. 2019                                     |
| 24         | 4         | K.I.                     | 27. Jan. 2019                | Oliver Dommenget | Martin Ritzenhoff & Matthias Dinter (unter Mitarbeit von Benjamin Karalic)                                    | 1,64 Mio.           | 28. Jan. 2019                                     |
| 25         | 5         | Oxidation                | 3. Feb. 2019                 | Oliver Dommenget | Martin Ritzenhoff & Matthias Dinter                                                                           | 1,43 Mio.           | 4. Feb. 2019                                      |
| 26         | 6         | Skin-Effekt              | 10. Feb. 2019                | Oliver Dommenget | Martin Ritzenhoff & Matthias Dinter                                                                           | 1,53 Mio.           | 11. Feb. 2019                                     |
| 27         | 7         | Gamma-Hydroxy-Butansäure | 17. Feb. 2019                | Felix Stienz     | Martin Ritzenhoff & Matthias Dinter                                                                           | 1,25 Mio.           | 18. Feb. 2019                                     |
| 28         | 8         | Prisma                   | 24. Feb. 2019                | Felix Stienz     | Martin Ritzenhoff & Matthias Dinter                                                                           | 1,36 Mio.           | 25. Feb. 2019                                     |
| 29         | 9         | Antischall               | 3. März 2019                 | Felix Stienz     | Martin Ritzenhoff & Matthias Dinter                                                                           | 1,50 Mio.           | 4. März 2019                                      |
| 30         | 10        | Kybernetik               | 10. März 2019                | Felix Stienz     | Martin Ritzenhoff & Matthias Dinter                                                                           | 1,26 Mio.           | 11. März 2019                                     |
| 31         | 11        | Extension                | 17. März 2019                | Felix Stienz     | Martin Ritzenhoff & Matthias Dinter (unter Mitarbeit von Benjamin Karalic)                                    | 1,23 Mio.           | 18. März 2019                                     |
| 32         | 12        | Infrarot                 | 17. März 2019                | Felix Stienz     | Martin Ritzenhoff & Matthias Dinter                                                                           | 1,22 Mio.           | 18. März 2019                                     |